# Minyat Bani Mansur
Minyat Banī Manṣūr (in Arabo منية بني منصور) è un villaggio egiziano del Basso Egitto, nel Governatorato di Buhayra, nelle vicinanze della cittadina di Ītāy al-Bārūd.
Al censimento del 2006, contava 4 469 abitanti, di cui 2 236 uomini e 2 233 donne.
Nel villaggio nacque il 23 aprile 1893 il Grande Imam di al-Azhar Maḥmūd Shaltūt.